# Saint-Hilaire, Aude
Saint-Hilaire (occitan: Sant Ilari) là một xã của Pháp, nằm ở tỉnh Aude trong vùng Occitanie.
Người dân địa phương trong tiếng Pháp gọi là Saint-Hilairois.

## Hành chính
| Danh sách các xã trưởng                |           |                  |      |                       |
| Giai đoạn                              | Giai đoạn | Tên              | Đảng | Tư cách               |
| 1928                                   | 1940      | Jean Bousgarbiès | Rad. | Député                |
| tháng 3 năm 2001                       |           | Pierre Authier   | PS   | Tổng ủy viên hội đồng |
| Tất cả các dữ liệu trước đây không rõ. |           |                  |      |                       |

## Thông tin nhân khẩu
| Năm | 1962 | 1968 | 1975 | 1982 | 1990 | 1999 |
| --- | ---- | ---- | ---- | ---- | ---- | ---- |
| Dân số | 730  | 751  | 687  | 595  | 653  | 699  |
| From the year 1968 on: No double counting—residents of multiple communes (e.g. students and military personnel) are counted only once. |      |      |      |      |      |      |